# Craniella corticata
Craniella corticata är en svampdjursart som först beskrevs av Boury-Esnault 1973.  Craniella corticata ingår i släktet Craniella och familjen Tetillidae. Inga underarter finns listade i Catalogue of Life.